# Mont Unzen
El mont Unzen (雲仙岳) és un grup volcànic de diversos estratovolcans ubicat a l'illa de Kyushu, a uns quaranta quilòmetres a l'est de Nagasaki, a la península de Shimabara. L'Unzen és un dels més de setanta volcans actius al Japó. El 1792 el col·lapse d'un dels seus doms de lava va provocar un tsunami que va matar més de 15.000 persones, essent aquest el major desastre ocorregut al Japó a causa d'un volcà.
Més recentment, el volcà va estar en actiu entre 1990 i 1995. Una gran erupció el 1991, després de dos-cents anys d'inactivitat, va originar un gran fluix piroclàstic que va matar quaranta-quatre persones, incloent tres vulcanòlegs: Harry Glicken i el matrimoni format per Katia i Maurice Krafft. S'hi generaren fluxos de cendra que van escombrar el seu pendent a velocitats de fins a dos-cents quilòmetres per hora.
Els pics més alts de la muntanya són el Fugendake (普賢岳), de 1.359 metres i l'Heisei Shinzan (平成新山), de 1.486 metres. El darrer va emergir durant les grans erupcions produïdes a l'inici de l'Era heisei.

## Història eruptiva

### Prehistòria fins al 1989

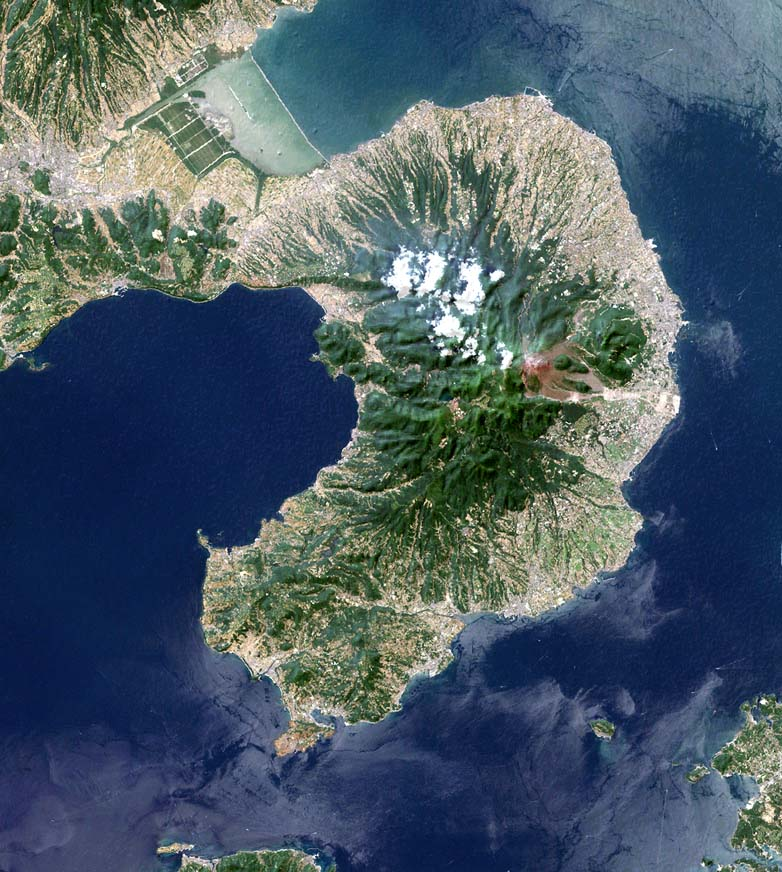
Imatge per satèl·lit del Mont Unzen a la península de Shimabara

El Mont Unzen forma part de la península de Shimabara, que ha sofert durant milers d'anys un extens vulcanisme. Els dipòsits volcànics més antics de la regió daten de més de 6 milions d'anys enrere, i extenses erupcions que abastaren el total de la península van ocorre fa entre 2,5 i 0,5 milions d'anys.
Els orígens del complex Unzen es remunten a la formació d'un graben a través de falles de l'escorça. Això va fer que part de la península s'enfonsés 1.000 metres sota el nivell del mar i pot haver estat la causa que l'activitat eruptiva s'hagi localitzat en un cantó dins del graben. Les erupcions de lava dacita van començar en un punt situat al sud de l'actual muntanya Unzen i amb el pas del temps es van anar desplaçant cap al nord.
Durant els primers 200.000 anys el volcà va créixer ràpidament, formant un con de grans dimensions. Les erupcions dels últims 150.000 anys van tapar en gran part el graben. Inicialment, l'activitat va ésser dominada per lava en blocs d'andesites i fluxos de cendra, tornant-se en fluxos de dacita i pumicita fa entre 500.000 i 400.000 anys. Durant el període de 400.000 a 300.000 anys enrere s'alliberaren grans quantitats de flux piroclàstic i dipòsits de lahars, els quals constitueixen la major part del ventall volcànic que envolta el volcà. A partir de 300.000 a 150.000 anys, s'hi dipositaren gruixuts dipòsits freatomagmàtics, cosa que suggereix que durant aquesta època el volcà es va enfonsar ràpidament en el seu graben.
L'activitat de fa 150.000 anys fins al moment actual s'ha produït en diversos llocs al voltant del complex volcànic, formant quatre cúpules principals en diferents moments: els cims volcànics de Nodake (70-150,000 anys), Myōkendake (25-40,000 anys), Fugendake (menys de 25.000 anys) i Mayuyama (4.000 anys). El cim Fugendake ha estat l'escenari de la majoria de les erupcions durant els darrers 20.000 anys i es troba a uns 6 quilòmetres del centre de Shimabara.
L'erupció més mortal de l'Unzen va passar el 1792, amb un gran flux de lava dacita procedent del cim Fugendake. El flanc est de la cúpula del cim Mayuyama es va ensorrar inesperadament després d'un fort terratrèmol posterior a l'erupció, formant una allau i un tsunami que va matar unes 15.000 persones. Aquest esdeveniment és recordat com la pitjor catàstrofe volcànica del Japó.

### 1990–1995

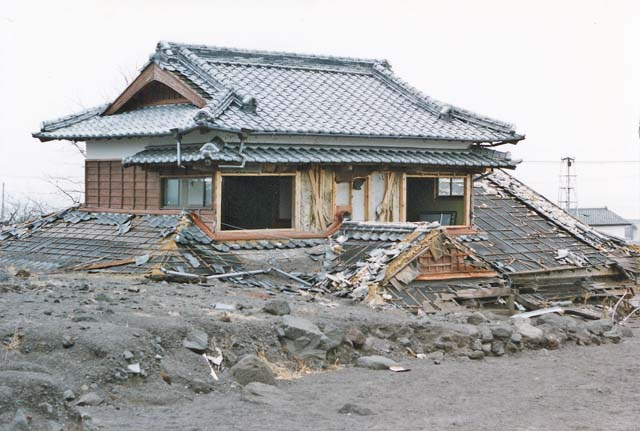
Devastació produïda per l'erupció de l'Unzen el 1991

Després de 1792, el volcà es va mantenir latent fins que el novembre de 1989 va començar un eixam de terratrèmols uns 20 quilòmetres per sota i 10 quilòmetres a l'oest del cim Fugendak. Durant els anys següents els terratrèmols van continuar i els epicentres es van anar desplaçant gradualment cap al cim. Les primeres erupcions freàtiques van començar el novembre de 1990 i el 20 de maig de 1991 va començar a brollar la lava.
L'amenaça d'esdeveniments desastrosos imminents van portar a les autoritats a ordenar que 12.000 persones fossin evacuades abandonant les seves llars. El 3 de juny de 1991, el volcà va entrar en erupció violentament, possiblement com a resultat de la despressurització de la columna de magma després d'una ensulsiada de terra al cràter. Un flux piroclàstic va arribar a 4,5 quilòmetres des del cràter i es va cobrar la vida de 43 científics i periodistes, entre ells els vulcanòlegs i Katia Krafft Maurice i Glick Harry.
Entre 1991 i 1994, el volcà va generar almenys 10.000 petits fluxos piroclàstics, destruint unes 2.000 cases. Des de 1993 en endavant, la velocitat d'efusió de lava disminuí de forma gradual, i el 1995 es van aturar les erupcions. Des d'aleshores les fortes i freqüents pluges han remogut el material piroclàstic, provocant lahars. s'han construït dics a les valls d'alguns rius amb la finalitat de controlar els fluxos de lahars i que aquests romanguin lluny de les zones vulnerables, i també s'han desenvolupat sistemes d'alerta i plans d'evacuació.
El Mont Unzen va ser designat per les Nacions Unides com a "volcà de la dècada" dins el programa Dècada Internacional per a la Reducció dels Desastres Naturals, pel seu historial d'activitat violenta i el fet d'estar ubicat en una zona densament poblada.

## Projecte de perforació de l'Unzen
El 1999 es va iniciar un ambiciós projecte consistent en realitzar perforacions profundes a l'interior del volcà i prendre mostres del magma del conducte de l'erupció de 1990-1995. El projecte espera il·luminar algunes qüestions fonamentals de vulcanologia, com ara per què el magma es desplaça a través dels mateixos canals encara que el magma s'hi solidifiqui ells al final de cada erupció, i com fóra possible que perdés suficient gas en la seva ascensió per tal que la seva erupció sigui a efusiva en lloc d'explosiva.
La perforació es va iniciar amb forats de prova per avaluar la viabilitat d'un pou profund. S'hi van fer dues perforacions, de 750 i 1.500 metres de profunditat, i l'extracció de mostres d'aquests forats es van utilitzar per determinar millor la història eruptiva d'Unzen. Finalment es perforà de nou a 350 metres de profunditat per provar els mètodes que s'utilitzarien en el projecte de perforació final.
El 2003 va començar la perforació principal a partir del flanc nord del volcà, amb un forat de 44,45 cm d'ample en un angle de 25 graus de la vertical. A més profunditat, la direcció de les perforacions es va inclinar cap al conducte, fins a arribar a un angle de 75 graus de verticalitat a una profunditat de 800 metres. La perforació va arribar als 1.800 metres, que era l'objectiu establert, però sense arribar al conducte. Finalment, el juliol del 2004 i a una profunditat de 1.995 metres es va arribar al conducte. La profunditat vertical per sota del cim era de 1.500 metres.
La temperatura del conducte era de 155°C, molt inferior a les estimacions pre-perforació que la preveien de 500 °C o fins i tot més grans. Aquest fet es va atribuir a l'acceleració de la circulació hidrotèrmica de refredament del magma durant els nou o deu anys des del final de l'erupció.